# 阿里阿拉特六世
阿里阿拉特六世（神選的·篤愛父親者）（前144年—前116年）是卡帕多细亚王國的国王，統治時間約在前130年—前116年。他是阿里阿拉特五世的小兒子。
阿里阿拉特六世約在前130年即位，當時他差不多年僅14歲，因為還很年幼，大權掌握在其母妮薩（Nysa）手中。在某個時刻他的母親妮薩曾經毒殺她其他阿里阿拉特六世其他五位兄長，以確保她能長期擔任攝政，最後效忠王朝的臣民們殺了妮薩，把朝政歸還給阿里阿拉特六世。
但因國內政治上不穩定和動亂，讓鄰國本都國王米特里達梯五世企圖控制這個國家，他讓自己女兒勞迪絲嫁給阿里阿拉特六世，來增加對卡帕多細亞的影響力，但這項措施還無法讓卡帕多細亞成為本都的屬國。本都國王米特里達梯六世即位後，他指使卡帕多細亞貴族戈耳狄俄斯（Gordius）殺了阿里阿拉特六世。阿里阿拉特六世死後，其子阿里阿拉特七世繼位，勞迪絲是為攝政，暫代統治王國，當米特里達梯六世要企圖占據卡帕多細亞時，勞迪絲改嫁給比提尼亞國王尼科美德三世，使尼科美德三世介入這場紛爭並統領卡帕多細亞。最後米特里達梯六世擊敗尼科美德三世，讓阿里阿拉特七世復位，並成為他的傀儡。
另外阿里阿拉特六世和的勞迪絲還有一個孩子，日後成為阿里阿拉特八世。

## 來源
1. ↑   查士丁, xxxvii. 1, xxxviii. 1; 赫拉克利亞的門農, History of Heraclea, 22

- Hazel, John; Who's Who in the Greek World, "Ariarathes VI", (1999)
- Head, Barclay; Historia Numorum, "Cappadocia" （页面存档备份，存于）, (1911)
- 查士丁; Epitome of Pompeius Trogus （页面存档备份，存于）, John Selby Watson (translator); 倫敦, (1886)
- 威廉·史密斯，《希腊羅馬的神話和傳記辭典》,,  "Ariarathes VI" （页面存档备份，存于）, 波士頓, (1867)

| 統治者頭銜            | 統治者頭銜                       | 統治者頭銜            |
| --------------------- | -------------------------------- | --------------------- |
| 前任： 阿里阿拉特五世 | 卡帕多細亞國王 前130年 – 前116年 | 繼任： 阿里阿拉特七世 |